# Lijst van voetbalinterlands Jordanië - Nigeria
Deze lijst van voetbalinterlands is een overzicht van alle officiële voetbalwedstrijden tussen de nationale teams van Jordanië en Nigeria. De landen speelden tot op heden twee keer tegen elkaar. De eerste ontmoeting was een vriendschappelijke wedstrijd in Lagos op 28 april 2004. Het laatste duel, eveneens vriendschappelijk, vond plaats op 28 oktober 2013 in Amman.

## Wedstrijden
| № | Plaats | Datum           | Competitie        | Wedstrijd          | Uitslag |
| - | ------ | --------------- | ----------------- | ------------------ | ------- |
| 1 | Lagos  | 28 april 2004   | Vriendschappelijk | Nigeria – Jordanië | 2 – 0   |
| 2 | Amman  | 28 oktober 2013 | Vriendschappelijk | Jordanië − Nigeria | 1 − 0   |

## Samenvatting
| Competitie        | Totaal gespeeld | Winst Jordanië | Gelijk | Winst Nigeria | Doelsaldo Jordanië – Nigeria |
| ----------------- | --------------- | -------------- | ------ | ------------- | ---------------------------- |
| Vriendschappelijk | 2               | 1              | 0      | 1             | 1 − 2                        |
| Totaal            | 2               | 1              | 0      | 1             | 1 − 2                        |

JFA · A-internationals · Bondscoaches · Selecties · Jordaans vrouwenelftal · Olympisch elftal · Jordanië U20 · Jordanië U19 · Jordanië U18 · Jordanië U17
1953 – 1969 · 
1970 – 1979 · 
1980 – 1989 · 
1990 – 1999 · 
2000 – 2009 · 
2010 – 2019 ·
2020 − 2029
1953 · 
1954 · 1955 · 1956 · 
1957 · 
1958 · 1959 · 1960 · 1961 · 1962 · 
1963 · 
1964 · 
1965 · 
1966 · 
1967 · 1967 · 1969 · 1970 · 
1971 · 
1972 · 1973 · 
1974 · 
1975 · 
1976 · 
1977 · 1978 · 1979 · 1980 · 
1981 · 
1982 · 
1983 · 
1984 · 
1985 · 
1986 · 
1987 · 
1988 · 
1989 · 
1990 · 
1991 · 
1992 · 
1993 · 
1994 · 1995 · 
1996 · 
1997 · 
1998 · 
1999 · 
2000 · 
2001 · 
2002 · 
2003 · 
2004 · 
2005 · 
2006 · 
2007 · 
2008 · 
2009 · 
2010 · 
2011 · 
2012 · 
2013 · 
2014 ·
2015 ·
2016 ·
2017 ·
2018 ·
2019 ·
2020 ·
2021 ·
2022 ·
2023
Afghanistan ·
Albanië ·
Algerije ·
Armenië ·
Australië ·
Azerbeidzjan ·
Bahrein ·
Bangladesh ·
Bosnië en Herzegovina ·
Bulgarije ·
Cambodja ·
China ·
Colombia ·
Cyprus ·
Ecuador ·
Egypte ·
Estland ·
Filipijnen ·
Finland ·
Georgië ·
Haïti ·
Hongarije ·
Hongkong ·
India ·
Indonesië ·
Irak ·
Iran ·
Ivoorkust ·
Jamaica ·
Japan ·
Jemen ·
Kazachstan ·
Kenia ·
Kirgizië ·
Koeweit ·
Kosovo ·
Kroatië ·
Laos ·
Libanon ·
Libië ·
Litouwen ·
Maleisië ·
Malta ·
Marokko ·
Mauritanië ·
Moldavië ·
Nepal ·
Nieuw-Zeeland ·
Nigeria ·
Noord-Korea ·
Noorwegen ·
Oezbekistan ·
Oman ·
Pakistan ·
Palestina ·
Paraguay ·
Qatar ·
Saoedi-Arabië ·
Servië ·
Sierra Leone ·
Singapore ·
Slowakije ·
Soedan ·
Spanje ·
Sri Lanka ·
Syrië ·
Tadzjikistan ·
Taiwan ·
Thailand ·
Trinidad en Tobago ·
Tsjaad ·
Tunesië ·
Turkmenistan ·
Uruguay ·
Verenigde Arabische Emiraten ·
Vietnam ·
Wit-Rusland · 
Zambia ·
Zimbabwe ·
Zuid-Jemen ·
Zuid-Korea ·
Zuid-Soedan ·
Zweden
NFA · A-internationals · Selecties · Bondscoaches · Statistieken · Nigeriaans vrouwenelftal · Olympisch elftal · Nigeria U21 · Nigeria U20 · Nigeria U19 · Nigeria U18 · Nigeria U17
1950 – 1959 · 
1960 – 1969 · 
1970 – 1979 · 
1980 – 1989 · 
1990 – 1999 · 
2000 – 2009 · 
2010 – 2019 ·
2020 − 2029
CC 1995 · 
CC 2013
WK 1994 · 
WK 1998 · 
WK 2002 · 
WK 2010 · 
WK 2014 · 
WK 2018
OS 1968 · 
OS 1980 · 
OS 1988 · 
OS 1996 · 
OS 2000 · 
OS 2008 · 
OS 2016
1949 · 
1950 · 1951 · 1952 · 1953 · 1954 · 
1955 · 
1956 · 
1957 · 
1958 · 
1959 · 
1960 · 
1961 · 
1962 · 
1963 · 
1964 · 
1965 · 
1966 · 
1967 · 
1968 · 
1969 · 
1970 · 
1971 · 
1972 · 
1973 · 
1974 · 
1975 · 
1976 · 
1977 · 
1978 · 
1979 · 
1980 · 
1981 · 
1982 · 
1983 · 
1984 · 
1985 · 
1986 · 
1987 · 
1988 · 
1989 · 
1990 · 
1991 · 
1992 · 
1993 · 
1994 · 
1995 · 
1996 · 
1997 · 
1998 · 
1999 · 
2000 · 
2001 · 
2002 · 
2003 · 
2004 · 
2005 · 
2006 · 
2007 · 
2008 · 
2009 · 
2010 · 
2011 · 
2012 · 
2013 · 
2014 ·
2015 ·
2016 ·
2017 ·
2018 ·
2019 ·
2020 ·
2021 ·
2022
Algerije ·
Angola ·
Argentinië ·
Australië ·
Benin ·
Bosnië en Herzegovina ·
Botswana ·
Brazilië ·
Bulgarije ·
Burkina Faso ·
Burundi ·
Canada ·
Centraal-Afrikaanse Republiek ·
Colombia ·
Congo-Brazzaville ·
Congo-Kinshasa ·
Costa Rica ·
Denemarken ·
Duitsland ·
Ecuador ·
Egypte ·
Engeland ·
Equatoriaal-Guinea ·
Eritrea ·
Ethiopië ·
Frankrijk ·
Gabon ·
Gambia ·
Georgië ·
Ghana ·
Griekenland ·
Guinee ·
Guinee-Bissau ·
Ierland ·
IJsland ·
Indonesië ·
Iran ·
Italië ·
Ivoorkust ·
Jamaica ·
Japan ·
Joegoslavië ·
Jordanië ·
Kaapverdië · 
Kameroen ·
Kenia ·
Kroatië ·
Lesotho ·
Liberia ·
Libië ·
Luxemburg ·
Madagaskar ·
Malawi ·
Mali ·
Marokko ·
Mexico ·
Mozambique ·
Namibië ·
Nederland ·
Niger ·
Noord-Korea ·
Noord-Macedonië ·
Noorwegen ·
Oeganda ·
Oekraïne ·
Oezbekistan ·
Oostenrijk ·
Paraguay ·
Peru ·
Polen ·
Portugal ·
Roemenië ·
Rwanda ·
Saoedi-Arabië ·
Sao Tomé en Principe ·
Schotland ·
Senegal ·
Servië ·
Seychellen ·
Sierra Leone ·
Soedan ·
Spanje ·
Swaziland ·
Tahiti ·
Tanzania ·
Thailand ·
Togo ·
Tsjaad ·
Tsjechië ·
Tunesië ·
Uruguay ·
Venezuela ·
Verenigde Staten ·
Zambia ·
Zimbabwe ·
Zuid-Afrika ·
Zuid-Korea ·
Zweden ·
Zwitserland
Argentinië (2010) ·
Argentinië (2014) ·
Argentinië (2018) ·
Bosnië en Herzegovina (2014) ·
Burkina Faso (2013) ·
Frankrijk (2014) ·
Iran (2014) ·
IJsland (2018) ·
Kroatië (2018) ·
Zuid-Korea (2010)